# Leptura kurinai
Leptura kurinai es una especie de escarabajo longicornio del género Leptura, categorizada en la tribu Lepturini, de la subfamilia Lepturinae. Fue descrita por Hergovits en 2020.

## Descripción
Mide 14,5-16 mm de longitud.

## Distribución
Se distribuye por Vietnam.